# Yentl Meijer
Yentl Meijer (Almere, 20 maart 2004) is een Nederlandse actrice. Ze speelde de hoofdrol in onder andere de telefilm Kris Kras uit 2014.

## Biografie
Meijer begon al vroeg met dansen en zingen. Ze volgde vanaf haar vierde jaar jeugdtheaterschool, zangles, danslessen en kungfu. Ze figureerde in diverse televisieprogramma's en speelfilms.
Ze speelde een van de twee hoofdrollen in de telefilm Kris Kras van David Grifhorst, die op 8 januari 2014 bij Pathé Arena in première ging en op 19 januari voor de eerste keer op televisie te zien was, bij Zappbios op Nederland 3. In september 2013 presenteerde ze een speciale uitzending van het Ranger Dierenjournaal over Indonesië op Disney XD.
In 2014 speelde ze in de korte film P van Aaron Rookus en nam ze de rol van Susan Parks op in de musical Billy Elliot. In 2015 behoorde ze tot de eerste cast van de musical.
In 2017 had ze kleine rollen in de films Hotel de grote L en 100% Coco, en speelde ze vanaf november de rol van de 16-jarige Sascha in de musical Soof.

## Filmografie

### Theaterrollen
- 2014-2015: Billy Elliot - Susan Parks
- 2017-2018: Soof - Sascha